# احتجاجات انتخابات الولايات المتحدة 2020–21
احتجاجات انتخابات الولايات المتحدة 2020–2021 هي سلسلة مستمرة من الاحتجاجات في عدة مدن في الولايات المتحدة في أعقاب الانتخابات الرئاسية الأمريكية لعام 2020 بين الرئيس الحالي دونالد ترامب والرئيس المنتخب جو بايدن. أجريت الانتخابات في 3 نوفمبر 2020. فاز بايدن في الانتخابات وحصل على 81.3 مليون صوت (51.3٪) مقابل 74.2 مليون لترامب (46.9٪) وفاز بالهيئة الانتخابية بنسبة 306 إلى 232. تأكد فوز بايدن في 7 نوفمبر، بعد جدولة بطاقات الاقتراع (بما في ذلك بطاقات الاقتراع بالبريد). صوتت الهيئة الانتخابية في 14 ديسمبر، وفقًا للقانون، لإضفاء الطابع الرسمي على فوز بايدن.
قبل الانتخابات وبعدها، طعن ترامب وحملته وحلفاؤه بلا أساس في شرعية الانتخابات وادعوا زوراً حدوث تزوير انتخابي واسع النطاق. قدم ترامب وحلفاؤه عشرات الطعون القانونية على النتائج، والتي رفضها ما لا يقل عن 86 قاضيًا من مختلف الأطياف السياسية، في محاكم الولايات والمحاكم الفدرالية على حد سواء، بما في ذلك القضاة الفدراليون الذين عينهم ترامب نفسه. وخلصت المحاكم إلى أن ادعاءات ترامب لا تستند إلى أساس وقائعي أو قانوني. كما دحض مسؤولو الانتخابات بالولاية مزاعم ترامب التي لا أساس لها بشأن تزوير التصويت على نطاق واسع.
وقد شاركت الجماعات الموالية لترامب، بدعم من ترامب نفسه، في احتجاجات ومظاهرات متعددة في الشوارع تشجب نتائج الانتخابات وتردد ادعاء ترامب الكاذب بتزوير الانتخابات. حدثت هذه الاحتجاجات في واشنطن العاصمة وعواصم الولايات وأماكن أخرى على الصعيد الوطني؛ وشملت المتظاهرين الموالين لترامب براود بويز.
في نوفمبر وديسمبر 2020، كانت هناك اشتباكات ليلية واشتباكات في الشوارع في واشنطن بين مؤيدي ترامب الذين رفضوا قبول هزيمة الرئيس، بما في ذلك براود بويز والمعارضون.
في السادس من كانون الثاني (يناير) — وهو اليوم الذي يفرز فيه الكونغرس الأصوات الانتخابية رسميًّا — تجمع مؤيدو ترامب في مسيرة «أنقذوا أمريكا» حيث استمع الحاضرون إلى خطابات من ترامب ورودي جولياني، وقبل انتهاء الخطابات، سار حشد من المتظاهرين إلى الكونغرس واقتحموا المبنى. حيث كان الكونغرس منعقدًا في ذلك الوقت، للتصديق على عدد أصوات الهيئة الانتخابية، نتيجة لذلك، أُخلي العديد من المباني في مجمع الكابيتول الأمريكي، كما اخترق المتظاهرون الأمن لدخول مبنى الكابيتول الأمريكي، بما في ذلك قاعة التماثيل الوطنية. وفي وقت لاحق أُغلقت جميع المباني في مجمع الكابيتول. وبحسب ما ورد كانت هناك مواجهة مسلحة عند أبواب غرف مجلس النواب، وأفادت التقارير بإطلاق النار على شخص واحد داخل مبنى الكابيتول. كما عُثر على عبوتين ناسفتين على الأقل.
في أعقاب اقتحام مبنى الكابيتول الأمريكي، دعا ما لا يقل عن 36 عضوًا من أعضاء مجلس النواب الديمقراطيين إلى مساءلة ترامب وعزله من قبل الكونغرس. أيد مسؤولون على مستوى الولاية، بمن فيهم نائب حاكم ولاية ماريلند بويد رذرفورد، إجراءات العزل، ودعا الممثلون نائب الرئيس مايك بنس إلى عزل ترامب عبر التعديل الخامس والعشرين لدستور الولايات المتحدة.

## الأسباب
بحسب تصريحات من البيت الأبيض في الساعات الأولى من يوم 4 نوفمبر، هاجم ترامب عملية فرز الأصوات وحصرها دون دليل، واصفا إياها بـ «التزوير». قال الرئيس: «سوف نفوز بهذا، وبقدر ما أشعر بالقلق، ولكن فزنا بالفعل» وقامت شبكات تلفزيونية أمريكية عديدة بقطع النقل المباشر للكلمة التي ألقاها ترامب. علاوة على ذلك، اُعتبر اقتراح كبير الاستراتيجيين السابقين في البيت الأبيض ستيف بانون باستخدام العنف ضد الدكتور أنتوني فاوتشي ومدير مكتب التحقيقات الفيدرالي كريستوفر راي بمثابة «تحذير للبيروقراطيين الفيدراليين» لبدء فترة ولاية ثانية للرئيس ترامب.
وقد اقترح المراقبون منذ أشهر إمكانية ادعاء فوز سابق لأوانه لترامب ثم إجراء انتخابات متنازع عليها على أساس احتمال أن تؤدي الأصوات الأولية التي عدّتها ليلة الانتخابات إلى أن تنحرف بشدة لصف الحزب الجمهوري. ويرجع ذلك إلى أنه كان من المتوقع أن تميل بطاقات الاقتراع عبر البريد إلى الديمقراطيين بشدة، مما يؤدي إلى تحول أزرق يصبح أكثر ملاءمة لبايدن مع فرز المزيد من الأصوات.

## احتجاجات مؤيدة لترامب
جرت الأحداث المؤيدة لترامب في جميع أنحاء البلاد بدءًا من 4 نوفمبر.

### نوفمبر 2020

#### 4 نوفمبر
- في فينيكس في أريزونا، تجمع المتظاهرون المؤيدون لترامب للمطالبة بفرز الأصوات المتبقية في المدينة.[31] كما حدثت احتجاجات في ذلك اليوم في عدة مدن، منها لوس أنجلوس وسياتل وهيوستن وبيتسبيرج ومينيابوليس وسان دييغو، بعضها حول الانتخابات، وأحيانًا حول عدم المساواة العرقية.

#### 5 نوفمبر
- حظر فيسبوك صفحة جماعية تسمى «أوقفوا السرقة»، استخدمها أنصار ترامب لتنظيم احتجاجات ضد نتائج الانتخابات بعد مزاعمه بتزوير الانتخابات. وحققت 300 ألف متابع قبل إغلاق فيسبوك لها، مشيرة إلى دعوات للعنف من قبل بعض المشاركين.[32] أُبلغ عن إضافة 1000 عضو جديد كل 10 ثوان.[33]
- في أتلانتا، تجمع المتظاهرون المؤيدون لترامب في الخارج وهم يهتفون «أوقفوا الغش!»، بينما كان موظفو الاقتراع داخل ملعب ستيت فارم أرينا يفرزون الأصوات.[34]

#### 6 نوفمبر
- في ديترويت، احتشد أكثر من 200 متظاهر، العديد منهم بدون أقنعة وبعضهم مسلح بمسدسات خارج غرفة العد في مركز TCF حيث احتل بايدن وكمالا هاريس الصدارة في فرز الأصوات للولاية، قال فيل روبنسون، مؤسس ميشيغان ليبرتي ميليشيا، التي اعتبرها مركز قانون الحاجة الجنوبي «جماعة مناهضة للحكومة المتطرفة»، أنه شارك في مسيرة لمحاربة الاستبداد والاحتيال.[35]
- في يونغستاون بولاية أوهايو، احتشد حوالي 50 من المتظاهرين المؤيدين لترامب خارج محطة الأخبار التلفزيونية WKBN، ووصف وادي ماهونينج، حامي النتائج، الاحتجاجات المؤيدة لترامب بأنها «عنيفة» وقال إنها نُظمت بناءً على طلب الرئيس.[36]
- نُظمت احتجاجات مؤيدة لترامب في أريزونا وبنسلفانيا وميشيغان. في ولاية أريزونا، دعا مُنظّر المؤامرة اليميني المتطرف ألكس جونز المتظاهرين إلى «محاصرة البيت الأبيض ودعم الرئيس».[37]

#### 7 نوفمبر
- في ليتل روك، أركنساس، قوبلت مجموعة من حوالي 50 من مؤيدي ترامب، وكثير منهم كانوا مسلحين، بمجموعة أصغر من المتظاهرين المناهضين في مبنى الكابيتول.[38]
- في شمال لاس فيغاس، تظاهر 100 من أنصار ترامب خارج دائرة انتخابات مقاطعة كلارك.[39]
- في لانسينغ، احتج أكثر من 500 من أنصار ترامب في مبنى الكابيتول بالولاية على ما يعتبرونه سباق رئاسي مزور أدى إلى انتخاب بايدن كرئيس، ولتوضيح تزوير الانتخابات، أشار أحد المتظاهرين إلى ادعاء مزيف بأن بايدن حصل على 100٪، أو أكثر من 130.000 صوت ميشيغان، خلال تحديث نتائج الانتخابات.[40]
- في رالي بولاية كارولينا الشماليّة، قاد رايان فورنييه تجمعات «أوقفوا السرقة» في هاليفاكس مول وقصر كارولينا الشمالية التنفيذي، وناقش متظاهرون مناهضون مؤيدي ترامب وحولوا «أوقفوا السرقة» إلى حفلة في هاليفاكس مول.[41]
- في سايلم بولاية أوريغون، شوهد احتجاجان منفصلان لمشاركين في التشكيك في نتائج الانتخابات، واعتقل أربعة أشخاص خلال الاحتجاجات.[42]

#### 8 نوفمبر
- في فينيكس بولاية أريزونا، احتج مئات من أنصار ترامب، وكثير منهم مسلحون، على فوز بايدن، زاعمين أن الحزب الديمقراطي قد زور الانتخابات، كما كانت هناك مجموعات صغيرة من المتظاهرين المعارضين.[43]
- في أوستن تاون بولاية أوهايو، احتشد المئات من المتظاهرين المؤيدين لترامب خارج الشركات المحلية بنية السير نحو وول مارت المحلي.[44]

#### 14 نوفمبر

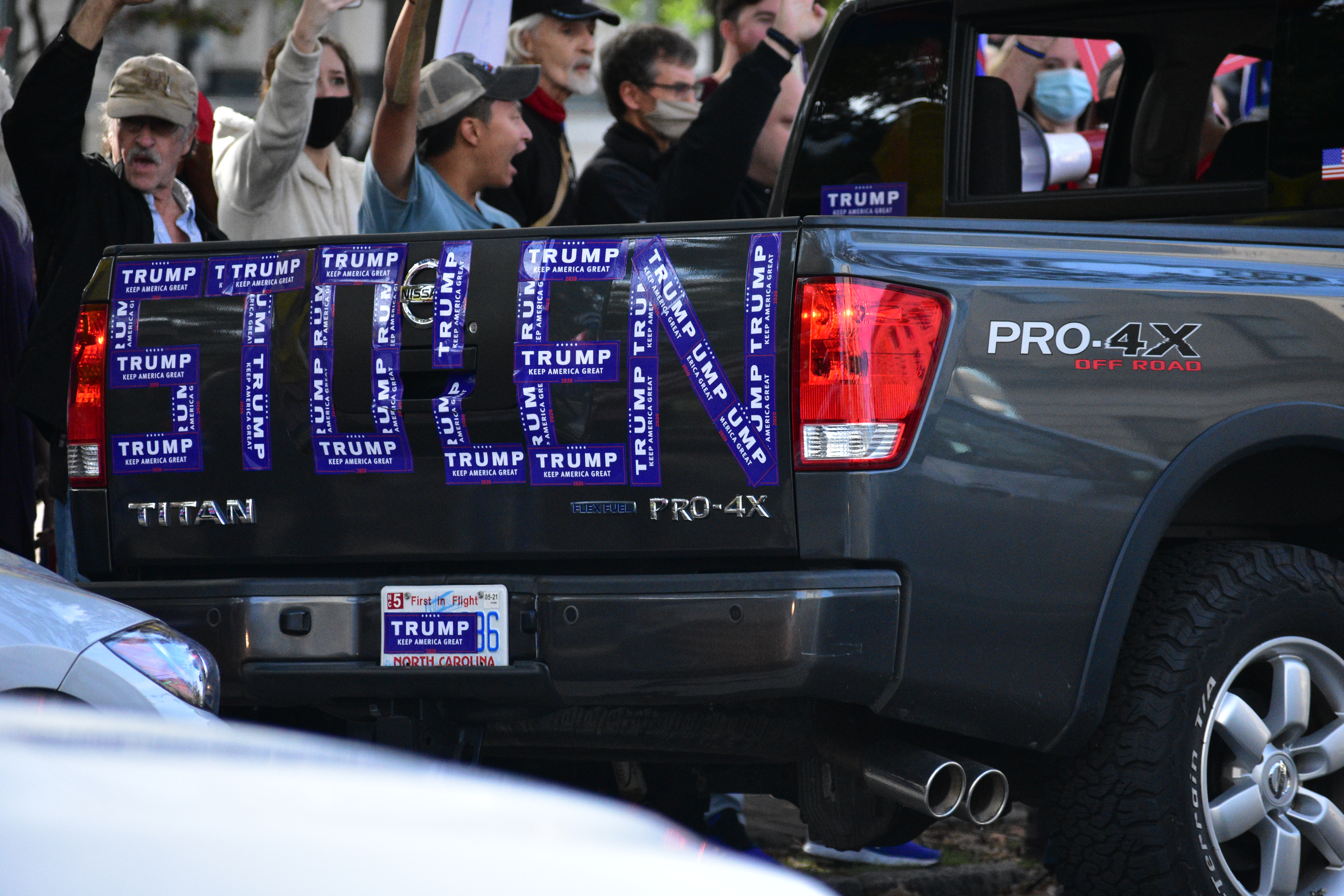
المتظاهرون المؤيدون لترامب في رالي، 14 نوفمبر، 2020

- في واشنطن العاصمة، احتشد الآلاف من المتظاهرين لدعم مزاعم انتخاب الرئيس ترامب.[45][46] وكان من بين الحضور قوميين بيض وأعضاء من الجماعات اليمينية المتطرفة مثل «براود بويز»، وبعضهم كان يرتدي خوذات وسترات واقية من الرصاص.[47] كما حضر بعض أعضاء الكونغرس الجمهوريين.[48] وأطلق المتظاهرون أسماء مختلفة على نشاطهم، بما في ذلك «مسيرة المليون ماجا» وهي كلمة ترمز بالأحرف الأولى لشعار حملة ترامب الانتخابية «اجعلوا أمريكا عظيمة مرة أخرى»، و«أوقفوا السرقة»، و«المسيرة من أجل ترامب».[49] ولوح الرئيس للمتظاهرين أثناء مرور موكبه من الخدمة السرية على ساحة الحرية في شارع بنسلفانيا خلال الصباح قبل أن يسافر إلى نادي ترامب الوطني للغولف شمال غرب واشنطن.[50][51] قالت إدارة شرطة العاصمة إنها اعتقلت في البداية 10 أشخاص لأسباب مختلفة منها انتهاكات الأسلحة النارية، والاعتداء، والاعتداء على ضابط شرطة، والسلوك غير المنضبط، على الرغم من تغيير الرقم لاحقًا إلى 20.[52] بعد حلول الظلام، اندلعت أعمال عنف بين المتظاهرين والمعارضين. بدأ المتظاهرون المناهضون لترامب في سرقة قبعات وأعلام MAGA وشرعوا في إشعال النار فيها. مع استمرار الاضطرابات، انقلبت طاولات بائعي ملابس ترامب وبدأت الألعاب النارية. وبلغت الاضطرابات ذروتها عندما اندلعت أعمال عنف على بعد خمس بنايات شرق البيت الأبيض بين المتظاهرين المناهضين وأنصار الرئيس الذين كانوا يستخدمون الهراوات. مع اقتراب المجموعات، اتهموا بعضهم البعض، واشتبكوا لعدة دقائق قبل وصول الشرطة وفض الاشتباك، وأثناء الاشتباك، قال مسؤول إطفاء بالمنطقة إن رجلاً تعرض للطعن في ظهره ونقل إلى المستشفى.

#### 15 نوفمبر
- في سان أنطونيو، سار عدة مئات من المتظاهرين، معظمهم من دون أقنعة للوجه، من ترافيس بارك عبر وسط مدينة سان أنطونيو، وهم يهتفون هتافات مثل «أوقفوا السرقة! أوقفوا السرقة!» و «ترامب 2020! ترامب 2020!»، في الوقت نفسه، احتفل الناس في ما يقرب من 60 سيارة مزينة بانتصار بايدن بقافلة عبر المدينة.[53]

#### 18 نوفمبر
- قاد أليكس جونز مقدم البرامج الحوارية والمعلق السياسي نيك فوينتيس مجموعة من المتظاهرين الذين لم يرتدوا أقنعة في احتجاج «أوقفوا السرقة» في مبنى الكابيتول بولاية جورجيا في أتلانتا، وحث في وقت لاحق معجبيه على «الذهاب إلى عاصمة جورجيا الآن ويجب أن تحيطوا قصر الحاكم الآن».[54]

#### 21 نوفمبر
- في ساكرامنتو، شارك 200 متظاهر في الاحتجاج لدعم الرئيس.[55] سار المتظاهرون إلى ساحة سيزار تشافيز، حيث انتهى الاحتجاج إلى إعلان تجمّع غير قانوني بسبب القتال.[56] قبض على متظاهر بسبب الحادث.[57][58]

#### 26 نوفمبر
- في شيكاغو، نظم متظاهرون ملثمون مسيرة لدعم ترامب في الحديقة الألفية. وكان من بين القادة إدغار «ريمي ديل تورو» غونزاليس، رئيس فرع شيكاغو في مجموعة براود بويز، وأنصار الخط الأزرق الرفيع بينما هتف ضدهم بضع عشرات من النشطاء المناهضين لترامب.[59]

### ديسمبر 2020

#### 5 ديسمبر
- في ميشيغان، غردت وزيرة خارجية ميشيغان، جوسلين بنسون، بأن العشرات من المتظاهرين المسلحين تجمعوا خارج منزلها وهم يهتفون «أوقفوا السرقة» ورفعوا لافتات تحمل نفس الرسالة. تم تحميل مقاطع فيديو الاحتجاج لاحقًا على وسائل التواصل الاجتماعي [60] وتم بث جزء من الاحتجاج على الهواء مباشرة على فيسبوك.[61]

#### 12 ديسمبر
- منحت إدارة المتنزهات الوطنية تصريحًا يسمح لمنظمة «نساء من أجل أمريكا أولاً»، باستضافة تجمع في ساحة الحرية، في واشنطن العاصمة، في 12 ديسمبر، بحضور متوقع لما يزيد عن 5000 شخص.[62] في يوم الحدث، انضم حوالي 200 من أعضاء براود بويز إلى مسيرة بالقرب من فندق بلازا وترامب الدولي، وهم يرتدون زيًا قتاليًا وسترات واقية من الرصاص ويحملون الخوذ ويستخدمون إشارات يدوية يستخدمها القوميون البيض. كان أتباع مناهضة الفاشية الذين تم الإبلاغ عنهم أيضًا في مسيرة للاحتجاج المضاد، واشتبكت المجموعتان في معارك مع بعضهما البعض في وقت لاحق من تلك الليلة.[63] في المشاجرات بين المتظاهرين والمتظاهرين، تعرض أربعة أشخاص للطعن واعتقل 23 على الأقل.[64]

- اندفعت مسيرات منفصلة تسمى "Jericho marches" من قبل مجموعات الكنيسة، ومنظمة «أوقفوا السرقة» المرتبطة بروجر ستون، مع مسيرات أخرى في جورجيا وبنسلفانيا وميتشيغان وويسكونسن ونيفادا وأريزونا.[65]

#### 19 ديسمبر
- في سكرامنتو، قامت الشرطة باعتقالات عدة بالقرب من مبنى الكابيتول بولاية كاليفورنيا حيث اشتبك المتظاهرون المؤيدون لترامب والمناهضون له حول نتائج الانتخابات الرئاسية. منذ الانتخابات، احتجت مجموعات اليمين المتطرف مثل براود بويز بالقرب من مبنى الكابيتول ضد ما زعموا أنه انتخابات مزورة. وقامت الشرطة باعتقالات بعد الساعة 1:45 بعد الظهر بقليل بعد أن بدأ المتظاهرون في إلقاء أشياء فوق حواجز الشرطة على الضباط.[66]

### يناير 2021

#### 4 يناير
- تم القبض على زعيم براود بويز، إنريكي تاريو، ووجهت إليه تهمة تدمير علامة حياة السود مهمة في كنيسة تاريخية للسود في واشنطن العاصمة خلال تجمع مؤيد لترامب في 12 ديسمبر.[67]

#### 5 يناير
- في 5 يناير 2021، قامت عمدة واشنطن، موريل بوزر، باستدعاء 340 من الحرس الوطني لمقاطعة كولومبيا بسبب احتجاج منظم لمؤيدي ترامب الذين خططوا للتجمع في ذلك المساء.[68][69] وأدت المسيرات إلى استعداد السلطات لاشتباكات عنيفة في الشوارع. أغلقت العديد من الشركات في وسط المدينة نوافذها خشية أن يتصاعد الاحتجاج إلى الاضطرابات التي شوهدت في مايو ويونيو عندما تعرضت الشركات للتخريب.[70] قامت شرطة واشنطن باعتقال ستة أشخاص حتى الساعة 9 مساءً. واجه المعتقلون تهماً مثل حمل أسلحة نارية دون ترخيص، وحيازة ذخيرة غير مسجلة، وحيازة سلاح ناري غير مسجل، والاعتداء على ضابط شرطة، والاعتداء البسيط.[71]

#### 6 يناير - اقتحام مبنى الكابيتول بالولايات المتحدة
في 6 يناير، خطط المتظاهرون للتوجه إلى مبنى الكابيتول بالولايات المتحدة  دعم الرئيس دونالد ترامب الاحتجاج المخطط له عبر التغريدات. وطالبت رئيسة البلدية باوزر السكان الذين لا يشاركون في الاحتجاجات بـ «تجنب المواجهات مع أي شخص يبحث عن قتال».
استمع حشد من عدة آلاف لأول مرة إلى خطاب ألقاه ترامب، كرر فيه مزاعمه بأن الانتخابات قد سُرقت. وحثهم على السير في مبنى الكابيتول و «إظهار القوة». ثم سار العديد من المستمعين إلى مبنى الكابيتول، حيث اخترقوا الحواجز وحطموا النوافذ واقتحموا مبنى الكابيتول. وساروا عبر قاعة التماثيل. كما اقتحم المشاغبون مكاتب رئيسة مجلس النواب نانسي بيلوسي، وقلبوا الطاولات ومزقوا الصور التي على الجدران. كان هناك نهب في مبنى الكابيتول.
أُغلق مبنى الكابيتول، وتراجع مجلسا الشيوخ والنواب عن مناقشاتهما حول فرز الناخبين، وأُبعد نائب الرئيس بنس عن القاعة. طُلب من أعضاء الكونجرس ارتداء أقنعة الغاز بعد أن بدأ تطبيق القانون في استخدام الغاز المسيل للدموع داخل المبنى. أفادت قناة إيه بي سي نيوز بإطلاق النار في مبنى الكابيتول ومواجهة مسلحة عند الباب الأمامي لغرف مجلس النواب. وقالت صحيفة نيويورك تايمز أيضا إن الشرطة وجهت بنادقها داخل غرفة مجلس النواب.
أصيب العديد من الضباط في مبنى الكابيتول. كما أُطلقت النار على امرأة داخل مبنى الكابيتول وتوفيت في وقت لاحق؛ لم ترد معلومات عن مطلق النار. عُثر على عبوة ناسفة واحدة على الأقل في مبنى الكابيتول، وأخرى على بعد بنايات فقط في مقر الحزب الجمهوري.
في أعقاب اقتحام مبنى الكابيتول الأمريكي، دعت النائبة الأمريكية إلهان عمر وما لا يقل عن 36  من أعضاء مجلس النواب الديمقراطيين بما في ذلك آيانا بريسلي وسيث مولتون، إلى مساءلة ترامب وعزله من قبل الكونغرس. ومن بين المسؤولين على مستوى الولاية الذين وصفوا سلوك ترامب بأنه قابل للعزل، نائب حاكم ولاية ماريلند بويد رذرفورد. كما دعا النائبان تيد ليو وشارلي كريست نائب الرئيس مايك بنس لعزل ترامب عبر التعديل الخامس والعشرين لدستور الولايات المتحدة.
قدمت عضوة الكونغرس كوري بوش قرارًا يقضي بالتحقيق مع أعضاء مجلس النواب الجمهوريين الذين أيدوا تنافس ناخبي الولايات المتنافسة في جلسة مشتركة للكونغجرس وطردهم من مناصبهم. «أعضاء الكونغرس الجمهوريون الذين حرضوا على هذا الهجوم الإرهابي الداخلي من خلال محاولاتهم لقلب الانتخابات يجب أن يُعاقبوا».

## ضد ترامب

### نوفمبر 2020

#### 4 نوفمبر

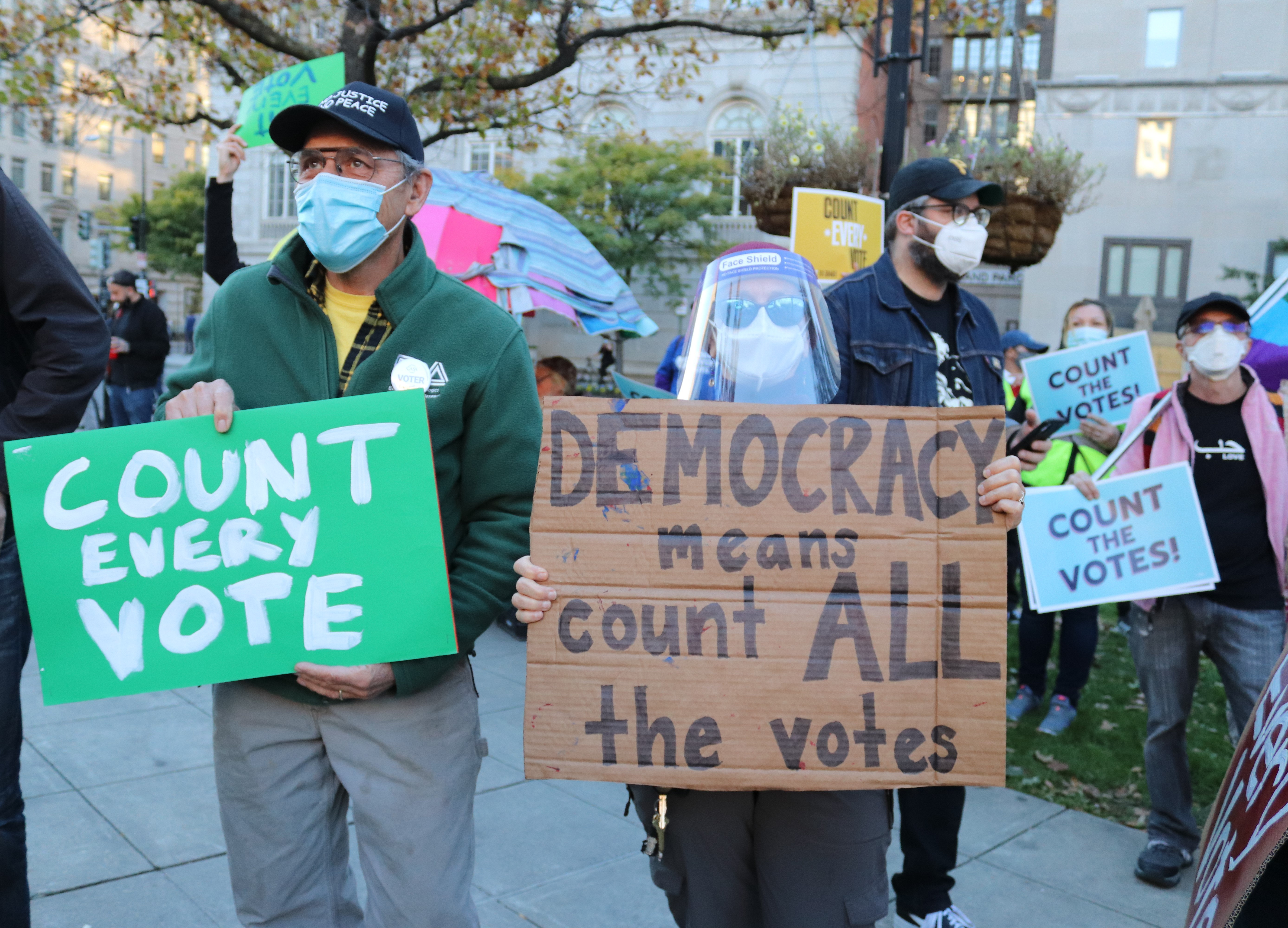
مسيرة "عد كل صوت" في واشنطن العاصمة، 4 نوفمبر 2020

- في شيكاغو، تجمع مئات المتظاهرين المناهضين لترامب للتعبير عن غضبهم تجاه مطالبة ترامب بوقف عد الأصوات. رفع مسؤولو المدينة جسر واباش أفينيو في خطوة استباقية لدرء الاضطرابات بالقرب من برج ترامب.[92]
- في هيوستن، وقعت عدة احتجاجات مختلفة في وسط المدينة. سارت مجموعة مع ملصقات مناهضة لترامب من هيوستن سيتي هول إلى مبنى فيدرالي. حمل أعضاء المجموعة البنادق واستخدموا مضرب بيسبول لضرب الرئيس ترامب بينياتا.[93]
- في مدينة كانساس، تجمع المتظاهرون في ميل كريك بارك للمطالبة بفرز كل صوت.[94]
- في مينيابوليس، ألقت الشرطة القبض على 646 متظاهرا كانوا يسدون الطريق السريع 94 ثم أطلقت سراحهم. ولم يتضح ما إذا كان سيتم وضع المتظاهرين في السجن أم مجرد إلقاء القبض عليهم وإطلاق سراحهم.[95]
- في مانهاتن، اشتبك المتظاهرون والشرطة بالقرب من ميدان الاتحاد، مما أدى إلى اعتقال 25 شخصًا. وعثرت الشرطة على اسلحة مع بعض الاشخاص في المسيرة من بينها سكاكين ومتفجرات ام 80.[96][97]
- في بيتسبرغ، تم تنظيم احتجاجات متعددة من قبل عدة مجموعات مثل Pittsburgh United و United Steelworkers و Pennsylvania Interfaith Impact Network و Bend the Arc «لعد كل صوت».[98]
- في بورتلاند بولاية أوريغون، طالب المتظاهرون المناهضون لترامب بفرز كل صوت في الانتخابات. أدى ذلك إلى إعلان أعمال شغب بعد أن شاهدت الشرطة أشخاصًا يحطمون نوافذ الأعمال. قامت حاكمة ولاية أوريغون، كيت براون، بتنشيط الحرس الوطني للولاية لمساعدة الشرطة في إدارة الاضطرابات.[99]
- في سياتل، نزل المئات إلى الشوارع للمطالبة بفرز كامل لجميع الأصوات ووقف تحديات ترامب لوقف العد في بعض الولايات الرئيسية التي تمثل ساحة معركة. تم القبض على سبعة أشخاص في مبنى الكابيتول هيل للاشتباه في عرقلة أعمالهم وتدخل المشاة وإلحاق أضرار بالممتلكات ومقاومة الاعتقال والاعتداء على الضباط.[100]
- في دالاس، سار المتظاهرون إلى دالاس سيتي هول للمطالبة بفرز كل صوت. مثل المشاركون عدة منظمات، وتحدث متحدثون أمام الجمهور باللغتين الإنجليزية والإسبانية. بعد ذلك، نظم المتظاهرون وقفة احتجاجية على ضوء الشموع.[101]

#### 5 نوفمبر
- في فيلادلفيا، تجمعت مجموعات من المتظاهرين المناهضين لترامب خارج مركز مؤتمرات فيلادلفيا حيث استمر فرز بطاقات الاقتراع المرسلة بالبريد مع لافتات مثل «عد كل صوت»، و «الأصوات السوداء مهمة»، بينما كانت مجموعة مماثلة من المتظاهرين المؤيدين لترامب تحمل لافتات مثل «معذرة، استطلاعات الرأي مغلقة» و «اجعل أمريكا عظيمة مرة أخرى.» [102]

## ضد ترامب وبايدن
- في بورتلاند، تظاهر مئات اللاسلطويين والمناهضين للفاشية في جميع أنحاء بورتلاند، ضد كلا المرشحين للرئاسة. وحمل المتظاهرون لافتات كتب عليها «المجتمعات القوية تجعل السياسيين عفا عليها الزمن» و«لا نريد بايدن نريد الانتقام» وهتفوا «اللعنة على بايدن». بدأ قسم صغير من المتظاهرين أعمال الشغب بالقرب من مركز احتجاز تابع لـ ICE، وأرسل الحرس الوطني لجيش أوريغون إلى بورتلاند، واعتقل 17 متظاهرا.[103] يتبنى اللاسلطويون بشكل عام فكرة «الجيل غير القابل للحكم»، فكرة أن النظام السياسي محطم بطبيعته، رافضين السياسات الحزبية وكذلك النظام الانتخابي، بحجة أن التغيير يجب أن يتم من خلال المنظمات الشعبية.[104]